# Siyabonga Nkosi
Pour les articles homonymes, voir Nkosi.
Siyabonga Nkosi est un footballeur sud-africain né le 22 août 1981 à Newcastle (Afrique du Sud). Il est international sud-africain (26 sélections, 2 buts) depuis 2005.

## Carrière
- 2002-2006 : Bloemfontein Celtic (Afrique du Sud)
- 2006-2007 : Kaizer Chiefs (Afrique du Sud)
- 2007-jan. 2009 : Arminia Bielefeld (Allemagne)
- jan. 2009-2009 : Maccabi Netanya (Israël)
- 2009-2010 : Supersport United (Afrique du Sud)
- 2010-2012 : Golden Arrows (Afrique du Sud)
- depuis 2012 : Kaizer Chiefs FC (Afrique du Sud)

## Palmarès
- Championnat d'Afrique du Sud en 2013 et 2015